# Schmidtottia nitens
Schmidtottia nitens är en måreväxtart som först beskrevs av Nathaniel Lord Britton, och fick sitt nu gällande namn av Ignatz Urban. Schmidtottia nitens ingår i släktet Schmidtottia och familjen måreväxter. Inga underarter finns listade i Catalogue of Life.